# Basket Brescia Leonessa 2014-2015
Questa voce raccoglie le informazioni riguardanti il Basket Brescia Leonessa nelle competizioni ufficiali della stagione 2014-2015.

## Stagione
Il Basket Brescia Leonessa, sponsorizzato Centrale del Latte, partecipa alla serie A2.

## Organigramma societario
- Presidente: Graziella Bragaglio
- Dirigente generale: Ferencz Bartocci
- Team Manager: Amedeo Antonioli
- Direttore sportivo: Marco Abbiati
- Amministratori: Matteo Bonetti, Pierfrancesco Terlizzi,	Gianluca Gallucci, Damiano Zamboni
- Resp.le comunicazione: Luca Beccalossi

- Medico: Marco Moretti
- Preparatore atletico: Massimo Di Giovanni
- Fisioterapista: Stefano Giacomini
- Fisioterapista: Giovanni Bracchi
- Fisioterapista: Giovanni Faraone
- Fisioterapista: Marco Frati
- Medico nutrizionista: Chiara D’Adda

## Mercato
| Arrivi | Arrivi               | Arrivi             | Arrivi     |
| R      | Nome                 | da                 | Modalità   |
| ------ | -------------------- | ------------------ | ---------- |
| G      | Mirza Alibegović     | Pall. Mantovana    | definitivo |
| C      | Alessandro Cittadini | Veroli Basket      | definitivo |
| P      | Juan Fernández       | Obras Sanitarias   | definitivo |
| P      | Joshua Giammò        | Veroli Basket      | definitivo |
| G      | Roberto Nelson       | Oregon St. Beavers | definitivo |
| A      | Andrea Benevelli     | Orlandina          | definitivo |
| A      | Justin Brownlee      | Erie BayHawks      | definitivo |

| Partenze | Partenze            | Partenze         | Partenze       |
| R        | Nome                | a                | Modalità       |
| -------- | ------------------- | ---------------- | -------------- |
| P        | Fabio Di Bella      | Legnano Basket   | fine contratto |
| P        | Robert Fultz        | Pall. Mantovana  | fine contratto |
| P        | Alessandro Procacci | Jesi Academy     | fine contratto |
| G        | Franko Bushati      | A. Costa Imola   | fine contratto |
| A        | Tamar Slay          |                  | fine contratto |
| A        | J.R. Giddens        | Vaq. de Bayamón  | fine contratto |
| A        | Giacomo Maspero     | Pall. Cantù      | fine contratto |
| C        | Tommaso Rinaldi     | Universo Treviso | fine contratto |
| C        | Gino Cuccarolo      | Virtus Bologna   | fine contratto |

## Risultati

### Legadue Gold

#### Regular Season

##### Girone di andata
| Arbitri: | Scrima Alberto Maria (Catanzaro) Paolo Lestingi (Anzio) Riccardo Bianchini (Bagno a Ripoli) |

|                                    |            |                                  |
| Brownlee 26 Nelson 19 Cittadini 17 | Punti      | 43 Miller 12 Maggioli 8 Migliori |
| Nelson 8                           | Assist     | 4 Miller                         |
| Cittadini 12                       | Rimbalzi   | 11 Maggioli                      |
| Andrea Diana                       | Allenatori | Lasi Maurizio                    |

| Codogno 12 ottobre 2014, ore 18:00 UTC+2 2ª giornata | Casalpusterlengo | – [Partita sospesa a 4'46" del primo quarto referto] | Brescia | Campus di Codogno |

| Arbitri: | Gianfranco Ciaglia (Caserta) Andrea Chersicla (Erba) Roberto Radaelli (Rho) |

|                                    |            |                                         |
| Fernández 15 Brownlee 14 Nelson 13 | Punti      | 15 Gaddefors 13 Moraschini 12 Jefferson |
| Fernández 8                        | Assist     | 6 Fultz                                 |
| Brownlee 9                         | Rimbalzi   | 9 Jefferson                             |
| Andrea Diana                       | Allenatori | Alberto Morea                           |

| Arbitri: | Matteo Boninsegna (Paderno Dugnano) Marco Rudellat (Nuoro) Martino Galasso (Siena) |

|                                  |            |                                 |
| Amoroso 27 Lewis 20 Giachetti 16 | Punti      | 25 Nelson 24 Loschi 22 Brownlee |
| Lewis, Rosselli 4                | Assist     | 4 Fernández                     |
| Amoroso 7                        | Rimbalzi   | 12 Brownlee                     |
| Luca Bechi                       | Allenatori | Andrea Diana                    |

| Arbitri: | Mauro Moretti (Marsciano) Enrico Boscolo (Chioggia) Angelo Caforio (Brindisi) |

|                                  |            |                                     |
| Nelson 24 Brownlee 17 Passera 12 | Punti      | 22 Voskuil 15 Raymond 10 Laquintana |
| Fernández 6                      | Assist     | 2 De Vico                           |
| Brownlee 11                      | Rimbalzi   | 7 Voskuil                           |
| Andrea Diana                     | Allenatori | Fabio Corbani                       |

| Casale Monferrato 2 novembre 2014, ore 18:30 6ª giornata | Junior Casale | 82 – 85 (19-14, 39-38, 60-56) referto | Brescia | PalaFerraris |
| \| \| \| \| \| Martinoni 22 Marshall 19 Tomassini 11 \| Punti \| 24 Fernández 17 Benevelli 12 Nelson \| \| Tomassini 5 \| Assist \| 7 Fernández \| \| Fall 7 \| Rimbalzi \| 8 Brownlee \| \| Marco Ramondino \| Allenatori \| Andrea Diana \| |               |                                       |         |              |
| |               |                                       |         |              |
| Martinoni 22 Marshall 19 Tomassini 11 | Punti         | 24 Fernández 17 Benevelli 12 Nelson   |         |              |
| Tomassini 5 | Assist        | 7 Fernández                           |         |              |
| Fall 7 | Rimbalzi      | 8 Brownlee                            |         |              |
| Marco Ramondino | Allenatori    | Andrea Diana                          |         |              |